# Jiří Georg Dokoupil

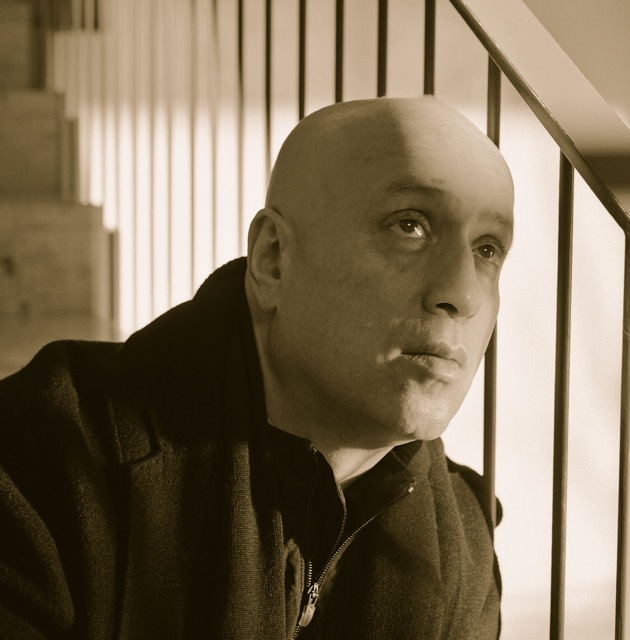
Jiří Georg Dokoupil, 2004

Jiří „Georg“ Dokoupil (* 3. Juni 1954 in Krnov, Tschechoslowakei) ist ein deutsch-tschechischer Maler, Zeichner und Grafiker. Er gehört zu den Vertretern der Jungen Wilden der 1980er Jahre.

## Leben
1968 flüchtete die Familie aus der Tschechoslowakei nach Deutschland. Von 1976 bis 1978 studierte Dokoupil Kunst in Köln, Frankfurt am Main und in New York an der Cooper Union bei dem Konzeptkünstler Hans Haacke. Seit 1980 gehörte er mit Walter Dahn, Hans Peter Adamski, Peter Bömmels, Gerard Kever und Gerhard Naschberger zur Kölner Künstlergruppe Mülheimer Freiheit. Die jungen Künstler teilten sich ein Hinterhofatelier in der zum Rhein führenden Straße „Mülheimer Freiheit“ in Köln. 1982 hatte er seine erste Ausstellung von Gemeinschaftsbildern mit Walter Dahn. Im selben Jahr nahm er an der documenta 7 in Kassel teil. 1983 bis 1984 hatte er zusammen mit Walter Dahn einen Lehrsitz an der Staatlichen Kunstakademie Düsseldorf inne. 1984 war er bei Von hier aus – Zwei Monate neue deutsche Kunst in Düsseldorf vertreten. Dokoupil lehrt seit 1989 am Circulo de Bellas Artes, der Akademie der Schönen Künste, in Madrid. Wegen seines Verzichts auf eine eigene künstlerische Handschrift trägt er den Beinamen „Die Sphinx“.
Dokoupil lebte nach eigenen Angaben unter anderem in Berlin, Rio de Janeiro, Plowdiw, Dakar und Las Palmas.

## Werk
Seit 1986 malt Dokoupil seine Bilder ohne Pinsel. Er verwendet unterschiedliche Techniken und Materialien wie Kerzen, Autoreifen, Farbsprays und Seifenlauge. Für seine erotischen Arbeiten setzt er Muttermilch und Kerzenruß ein. Jüngere Werke haben Leoparden, Seifenblasen, Kinder oder Peitschen als Motiv. 2003/2004 war er mit Arbeiten in der Ausstellung Obsessive Malerei – Ein Rückblick auf die Neuen Wilden in Karlsruhe vertreten. Viel beachtet wurde 2005 seine Ausstellung „Malerei im 21. Jahrhundert – Werkschau 1981–2005“ in den Deichtorhallen in Hamburg. Sie war 2006 in Prag in der Nationalgalerie zu sehen.
Dokoupil wollte nie einem persönlichen oder festgelegten Stil untergeordnet werden. So entwickelte er nie einen uniformen Stil, der seine Werke auf Anhieb als die Seinen erkennen ließe. Eher paraphrasiert er verschiedene Stile, spielt mit ihnen und erfindet unaufhörlich neue Techniken, mit denen er exzessiv experimentiert. Wohl einzig die gewisse Expressivität und seine Affinität für Erotik können als kontinuierliche Charakteristika in seinem Werk unterstrichen werden. Sein Werk heute besteht aus über 60 so genannten Serien und aus weit über 100 verschiedenen Stilen und Techniken.

## Serien (Auswahl)
- Mülheimer Freiheit (1980–1981)
- Blaue Bilder über Liebe (1982)
- Neue Kölner Schule (1982)
- Documenta-Bilder (1982)
- Theoretische Bilder (1983)
- Frottee-Bilder (1983–1984)
- Das Apfelmädchen (1984)
- Kinderbilder (1983–1985)
- Corporations & Products (1985–1986)
- Madonnas in Ecstasy (1985–1987)
- Esoterische Bilder (1987)
- Christusbilder (1986–1987)
- Soot-Bilder (1989-today)
- Muttermilch-Bilder (1989–1991)
- Reifen-Bilder (1991–1992)
- Seifenblasen-Bilder (seit 1992)
- Die grünen Bilder (1996)
- Slawische Bilder (1996–1999)
- Pigment-Bilder (1998–2002)
- Peitschen-Bilder (2002–2003)
- Buddha-Bilder (2003–2004)
- Die Arrugadischen Bilder (1999–2005)
- Kino-Bilder (seit 2007)

## Einzelausstellungen
- Osthaus Museum, Hagen, 2024
- Deichtorhallen, Hamburg, 2005
- Nationalgalerie Prag, Praha, 2005
- Haus der Kunst, Brno, 2005

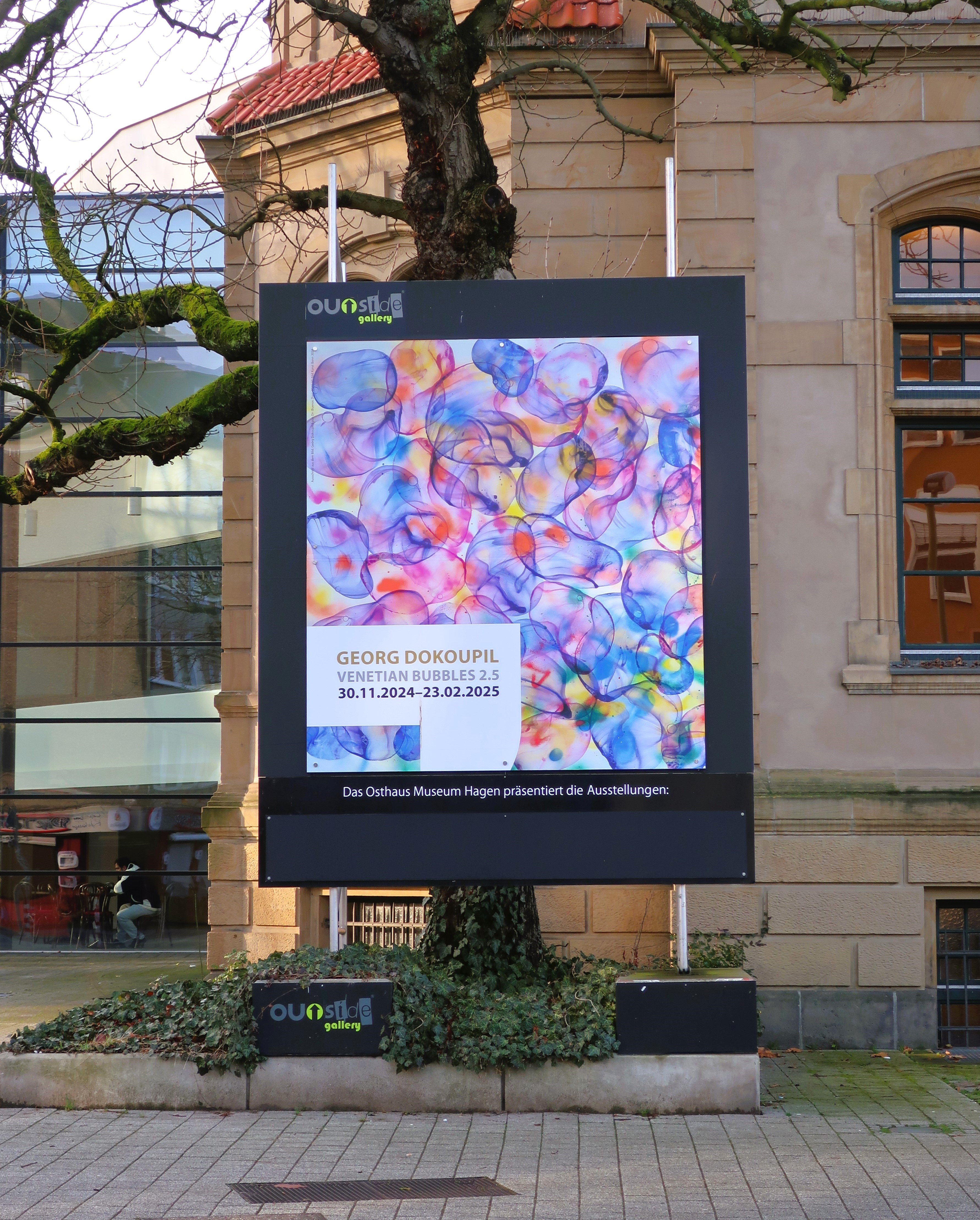
Georg Dokoupil Ausstellung Osthaus Museum Hagen

- Centro Atlantico de Arte Moderno CAAM, Las Palmas de Gran Canaria, 2003
- Kestnergesellschaft, Hannover, 2002
- Centraal Museum, Utrecht, 2002
- Milton Keynes Gallery, Central Milton Keynes, 2002
- Museo Nacional Centro de Arte Reina Sofía, Madrid, 2002
- Château de Chenonceau, Chenonceaux, 1999
- Neues Museum Weimar, 1997
- Museum Moderner Kunst Stiftung Ludwig, Wien, 1997
- Centre d’Art Contemporain de Fréjus, Fréjus, 1996
- Sala Amárica, Diputación Foral de Alava, Vitoria-Gasteiz, 1993
- Horsens Kunstmuseum, Lund, 1991
- Kunsthalle Kiel, Kiel, 1991
- Fundación Caja de Pensiones, Madrid, 1989
- Galerie Bruno Bischofberger, Zürich, 1987
- Ileana Sonnabend Gallery, New York, 1986
- Leo Castelli Gallery, New York, 1985
- Museum Folkwang, Essen, 1984
- Kunstmuseum Luzern, Luzern, 1984
- Groninger Museum, Groningen, 1984
- Espace Lyonnais d’Art Contemporain, Lyon, 1984
- Gallery Mary Boone, New York, 1983
- Galerie Paul Maenz, Köln, 1982

## Auszeichnungen
- 2024: Karl Ernst Osthaus-Preis

## Filme
- Martin Kippenberger und Co – Ein Dokument. „Ich kann mir nicht jeden Tag ein Ohr abschneiden“. Buch und Regie: Jaqueline Kaess Farquet. München 1985/2010. DVD. 25 min., Independent Artfilms
- flushers, von Daryush Shokof 2013, Berlin, Germany.